# Picos Blechnum
Los Picos Blechnum (en inglés: Blechnum Peaks) son tres picos, el más alto de 640 m s. n. m., ubicados en un precipicio norte-sur entre el lago Gulbrandsen y el valle Olsen, en la costa norte de Georgia del Sur, en el océano Atlántico Sur, cuya soberanía está en disputa entre el Reino Unido el cual las administra como «Territorio Británico de Ultramar de las islas Georgias del Sur y Sandwich del Sur», y la República Argentina que las integra al Departamento Islas del Atlántico Sur, dentro de la Provincia de Tierra del Fuego, Antártida e Islas del Atlántico Sur. Fueron nombrados por el Comité Antártico de Lugares Geográficos del Reino Unido, a raíz de trabajos biológicos del British Antarctic Survey en la zona, después de descubrir que el Blechnum penna-marina en la isla sólo crece en las laderas norte y este de los picos y en el cercano valle Olsen.